# Overlord (film din 2018)
Overlord (titlu original: Overlord) este un film american din 2018 regizat de Julius Avery. Este creat în genurile de groază, de război. Rolurile principale au fost interpretate de actorii Jovan Adepo, Wyatt Russell și Mathilde Ollivier. Scenariul este scris de Billy Ray și Mark L. Smith pe baza unei povestiri de Billy Ray.

## Prezentare
Cu o zi înainte de Debarcările din Normandia, pe 5 iunie 1944, o echipă de parașutiști  este trimisă pentru a distruge un turn de radio german într-o biserică veche; totuși, avionul lor este doborât înainte de a-și atinge ținta. Aparent, sunt doar cinci supraviețuitori, căpitanul Ford și soldații Boyce, Tibbet, Chase și Dawson. Dawson este ucis de o mină, dar echipa continuă, ei întâlnesc o tânără franțuzoaică numită Chloe. Aceasta este de acord să-i ducă în satul unde se află turnul radio. Soldații află că tânăra Chloe trăiește împreună cu fratele său de 8 ani, Paul, și cu mătușa ei, care a fost desfigurată de experimentele naziste care au loc în biserică. 

## Distribuție
- Jovan Adepo - Private First Class Ed Boyce
- Wyatt Russell - Corporal Ford
- Mathilde Ollivier - Chloe
- John Magaro - Private First Class Frank Tibbet
- Pilou Asbæk  -Captain Wafner
- Gianny Taufer - Paul
- Iain De Caestecker - Private Morton Chase
- Dominic Applewhite - Private First Class Jacob Rosenfeld
- Jacob Anderson - Private First Class Dawson
- Bokeem Woodbine - Sergeant Eldson.
- Erich Redman - Dr. Schmidt
- Patrick Brammall - American Officer.
- Mark McKenna - Murphy

## Producție
Filmul a fost produs de studiourile Paramount Pictures și Bad Robot Productions. Cheltuielile de producție s-au ridicat la 38 de milioane $.

## Lansare și primire
A avut încasări de 41,7 milioane $.